# Adolf Helbok
Adolf Helbok (* 2. Februar 1883 in Hittisau, Vorarlberg; † 29. Mai 1968 in Götzens, Tirol) war ein österreichischer Historiker, Volkskundler und nationalsozialistischer Rassenkundler, der 1933 erstmals die „völkische Blutsgemeinschaft“ als Subjekt der Geschichte definierte.

## Leben
Adolf Helbok absolvierte ein Freiwilligenjahr in der k.u.k. Armee (1904–1905). Er studierte an der Universität Innsbruck Geschichtswissenschaft und Klassische Philologie und wurde 1905 im Corps Athesia aktiv. 1910 schloss er das Studium mit Auszeichnung ab. Während des Ersten Weltkrieges war er beim Roten Kreuz in Vorarlberg tätig. Die Universität Innsbruck verlieh ihm 1919 die Lehrberechtigung für Österreichische Geschichte und Wirtschaftsgeschichte. Im selben Jahr heiratete er Theodora (Dora) Flossmann (1886–1966). Die Ehe blieb kinderlos. 1924 wurde er zum a.o. Professor ad personam ernannt. Seit diesem Jahr war er auch Herausgeber der Zeitschrift Volk und Rasse.
Zum 12. April 1933 traten er (Mitgliedsnummer 1.531.808) und seine Frau (Mitgliedsnummer 1.531.807) der NSDAP bei. Im österreichischen Ständestaat 1934 aufgrund seiner NS-Tätigkeiten amtsenthoben, ging er nach Berlin, wo er beim Atlas der deutschen Volkskunde arbeitete. Ab 1935 war er Ordinarius für Wirtschaftsgeschichte an der Universität Leipzig. Im selben Jahr holte er Fritz Ranzi nach Leipzig. Nachdem er von 1941 bis 1945 in Innsbruck gelehrt hatte, wurde er am 23. Juli 1945 durch Anordnung der provisorischen Landesregierung für Tirol wegen seiner NSDAP-Mitgliedschaft von der Universität Innsbruck relegiert und 1950 in den dauernden Ruhestand versetzt. Obwohl er seine rassenideologischen Positionen nach dem Zweiten Weltkrieg nie revidierte, blieb er – etwa durch Initiativen des Innsbrucker Volkskundlers Karl Ilg – weiterhin in volkskundliche Netzwerke eingebunden.
Sein zweibändiges Hauptwerk Deutsche Volksgeschichte erschien in den 1960er Jahren im rechtsextremen Grabert-Verlag und wird bis heute neu aufgelegt.

## Werke (Auswahl)
- Regesten von Vorarlberg und Liechtenstein bis zum Jahre 1260. Bern: Wyss, 1920.
- Geschichte Vorarlbergs von der Urzeit bis zur Gegenwart. Wien: Haase, 1927.
- Die deutschen Stämme und die moderne Volksforschung. In: Volkskundliche Gaben. John Meier zum siebzigsten Geburtstage dargebracht, Berlin: de Gruyter 1934, S. 54–67.
- Die volksgeschichtliche Bedeutung des alten Ausbreitungsfeldes der germanischen Steinsetzung in Südwestdeutschland. In: Ernst Bargheer, Herbert Freudenthal (Hrsg.): Volkskunde-Arbeit. Zielsetzung und Gehalte, Berlin: de Gruyter, 1934, S. 64–82.
- Was ist deutsche Volksgeschichte? Ziele, Aufgaben und Wege. Berlin: de Gruyter, 1935.
- Volk und Staat der Germanen. In: Historische Zeitschrift 154 (1936), S. 229–240.
- Grundlagen der Volksgeschichte Deutschlands und Frankreichs. 2 Bde. Berlin: de Gruyter, 1937–1938.
- Deutsche Siedlung. Wesen, Ausbreitung und Sinn. Halle (Saale): Niemeyer, 1938 (= Volk, Bd. 5).
- Die Ortsnamen im Deutschen, siedlungs- und kulturgeschichtlich betrachtet. Berlin: de Gruyter, 1939. Durchges. ND 1944 (= Sammlung Göschen, Bd. 573).
- Deutsche Geschichte auf rassischer Grundlage. Halle (Saale): Niemeyer, 1939 (= Volk in der Geschichte, Bd. 1).
- Die Germanen in Böhmen und Mähren. In: Das Böhmen und Mähren-Buch. Volkskampf und Reichsraum. Prag/Amsterdam/Berlin/Wien: Volk und Reich, 1943, S. 135–139.
- Deutsche Volksgeschichte. Wesenszüge und Leistungen des deutschen Volkes. 2 Bde. Tübingen: Verlag der Deutschen Hochschullehrer-Zeitung, 1964–1967.